# Liberazione di Isfahan
La Liberazione di Isfahan fu la diretta conseguenza della Battaglia di Murche-Khort nella quale l'esercito persiano al comando del generale Nadir attaccò e sconfisse l'esercito afghano di Ashraf Hotak. Il giorno successivo allo scontro di Murche-Khort il 16 novembre 1729, Nadir diresse la sua armata su Isfahan dove una serie di rivolte portarono la città in uno stato caotico. L'ordine venne restaurato ben presto dagli stessi abitanti che scovarono gli afghani nascosti nelle varie case, li trascinarono nelle strade e li massacrarono senza pietà. La tomba di Mahmud Hotak fu oggetto della rivolta, venne demolita per poi divenire un vespasiano pubblico.

## Tahmasp II riottiene la capitale dell'Impero
Il 9 dicembre 1729, Nadir attese fuori dal cancello principale della città l'arrivo dello scià. Tahmasp venne ricevuto con una grandiosa cerimonia nella quale Nadir personalmente "smontò da cavallo in segno di rispetto e per mostrarsi leale al magnanimo scià, ma quest'ultimo insistette che i due camminassero insieme a cavallo nel tentativo di esprimere a Nadir la gratitudine per il grande servizio prestatogli. Dopo alcuni minuti di conversazione cordiale lo scià smontò da cavallo e si diresse con lui verso la città".
Il ritorno dello scià venne salutato con giubilo dai cittadini di Isfahan. Tahmasp ad ogni modo scoppiò in lacrime quando vide come era stata ridotta la gloriosa capitale del suo impero.